# Dactylobatus clarkii
Dactylobatus clarkii és una espècie de peix de la família dels raids i de l'ordre dels raïformes.

## Morfologia
- Les femelles poden assolir 33,4 cm de longitud total.[3]

## Reproducció
És ovípar i les femelles ponen càpsules d'ous, les quals presenten com unes banyes a la closca.

## Hàbitat
És un peix marí i d'aigües profundes que viu entre 475-1.000 m de fondària.

## Distribució geogràfica
Es troba a l'oceà Atlàntic occidental central: el nord del Golf de Mèxic i la costa septentrional de Sud-amèrica.

## Observacions
És inofensiu per als humans.